# Вандерландия

Вандерландия на карте штата.

Вандерландия (порт. Wanderlândia) — муниципалитет в Бразилии, входит в штат Токантинс. Составная часть мезорегиона Западный Токантинс. Входит в экономико-статистический микрорегион Арагуаина. Население составляет  10 981 человек на 2010 год. Занимает площадь 1 373,061 км². Плотность населения — 8,00 чел./км².

## Демография
Согласно сведениям, собранным в ходе переписи 2010 г. Национальным институтом географии и статистики (IBGE), население муниципалитета составляет:
| Полное население                               | Полное население                               | Полное население                               | Полное население                               | 10 981 |
| ---------------------------------------------- | ---------------------------------------------- | ---------------------------------------------- | ---------------------------------------------- | ------ |
| в том числе:                                   | Городское население                            | 5 868                                          | Процент городского населения, %                | 53,44  |
|                                                | Сельское население                             | 5 113                                          | Процент сельского населения, %                 | 46,56  |
|                                                | Мужское население                              | 5 647                                          | Процент мужского населения, %                  | 51,43  |
|                                                | Женское население                              | 5 334                                          | Процент женского населения, %                  | 48,57  |
| Плотность населения, чел/км²                   | Плотность населения, чел/км²                   | Плотность населения, чел/км²                   | Плотность населения, чел/км²                   | 8,00   |
| Население муниципалитета в % к населению штата | Население муниципалитета в % к населению штата | Население муниципалитета в % к населению штата | Население муниципалитета в % к населению штата | 0,79   |

По данным оценки 2016 года население муниципалитета составляет 11 566 жителей.

## Статистика
- Валовой внутренний продукт на 2003 составляет 23.144.095,00 реалов (данные: Бразильский институт географии и статистики).
- Валовой внутренний продукт на душу населения на 2003 составляет 2.167,46 реалов (данные: Бразильский институт географии и статистики).
- Индекс развития человеческого потенциала на 2000 составляет 0,633 (данные: Программа развития ООН).

## Важнейшие населенные пункты
| № | Населённый пункт | Населённый пункт (порт.) | Категория | Население чел. (2010) | На карте                       |
| - | ---------------- | ------------------------ | --------- | --------------------- | ------------------------------ |
| 1 | Вандерландия     | Wanderlândia             | город     | 5 868                 | 6°51′06″ ю. ш. 47°57′54″ з. д. |
| 2 | Арасуландия      | Araçulândia              | поселок   | 612                   | 7°05′57″ ю. ш. 48°07′58″ з. д. |
| 3 | Флореста         | Floresta                 | поселок   | 556                   | 7°05′12″ ю. ш. 48°09′31″ з. д. |
| 4 | Понта-ду-Асфалту | Ponta do Asfalto         | поселок   | 468                   | 6°56′45″ ю. ш. 48°05′13″ з. д. |